# Ibrahima Wadji
Ibrahima Wadji (* 5. Mai 1995 in Bignona) ist ein senegalesischer Fußballspieler.

## Karriere

### Verein
Wadji spielte bis zum Januar 2016 für Mbour Petite-Côte FC und wechselte zur Rückrunde der Saison 2015/16 in die türkische TFF 1. Lig zu Gaziantep Büyükşehir Belediyespor. Im Juni 2017 verließ er die Türkei und war fortan kurzzeitig vereinslos. Im August 2017 nahm ihn Molde FK unter Vertrag. Nach einem Jahr schloss er sich dem Ligakonkurrenten FK Haugesund auf Leihbasis an. Nach Ablauf der halbjährigen Leihe verpflichtete der Verein ihn fest. In Haugesund verblieb der Spieler zweieinhalb weitere Jahre, bevor er im August 2021 nach Aserbaidschan zu Qarabağ Ağdam wechselte. Nach nur einem Jahr verließ er den Verein wieder und schloss sich der AS Saint-Étienne an.

### Nationalmannschaft
Wadji spielte im Rahmen der U-20-Weltmeisterschaft 2015 für die senegalesische U-20-Nationalmannschaft und wurde mit seinem Team Vize-Afrikameister.

## Erfolge
Mit Qarabağ Ağdam
- Aserbaidschanischer Meister: 2022

Mit der senegalesischen U-20-Nationalmannschaft
- U-20-Vize-Afrikameister: 2015